# LSV Adler Deblin
Der Luftwaffensportverein Adler Deblin (kurz LSV Adler Deblin) war während des Zweiten Weltkriegs eine Sportgemeinschaft der deutschen Garnison auf dem Fliegerhorst Deblin im besetzten Polen, deren Fußballmannschaft 1942 Meister der Gauliga Generalgouvernement wurde. Am selben Standort existierte ein Lokalrivale, der zwei Jahre früher gegründete LSV Deblin.

## Geschichte
Die Sportgemeinschaft wurde im sächsischen Wurzen als Luftwaffensportverein Wurzen gegründet, 1942 wurde das Geschwader, aus dem sie hervorgegangen war, nach Deblin versetzt. Die Feldhandballmannschaft des LSV Wurzen war 1941 Meister der Bereichsklasse Sachsen geworden und hatte somit an der deutschen Feldhandball-Meisterschaft 1941/42 teilnehmen dürfen. In dieser schied sie nach einer 6:14-Niederlage gegen den späteren deutschen Meister SG OrPo Magdeburg jedoch bereits in der Vorrunde aus.
Nach der Versetzung des Geschwaders nach Deblin spielte die Fußballabteilung des LSV in der Bereichsklasse Generalgouvernement. Sie wurde 1942 zunächst Meister im Distrikt Lublin und löste damit den Lokalrivalen LSV Deblin als stärkste Mannschaft des Distrikts ab. Spielertrainer war Alwin Riemke, zuletzt Trainer des 1. FC Nürnberg. In der Endrunde der Gaumeisterschaft 1942 besiegte der LSV Adler Deblin die Vertreter der vier anderen Distrikte (Warschau, Radom, Krakau, Galizien), dabei erzielte die Mannschaft ein Torverhältnis von 33:3. Als Gaumeister 1942 war sie für die Endrunde der großdeutschen Meisterschaft qualifiziert, konnte ihr Startrecht aber nicht wahrnehmen: Das Luftwaffengeschwader, das die Mannschaft gestellt hatte, wurde im Frühjahr 1943 bei den Kämpfen an der Ostfront eingesetzt, die Spieler bekamen keinen Urlaub für den Fußball. Den Platz in der Endrunde der deutschen Meisterschaft nahm der Vizemeister der Gauliga, die SS- und Polizeisportgemeinschaft Warschau, ein.
Auch die Handballabteilung wurde 1942 Meister des Generalgouvernements und nahm an der deutschen Feldhandball-Meisterschaft 1943 teil, schied aber in der Endrunde nach einer 8:9-Niederlage nach Verlängerung gegen die SG OrPo Kattowitz aus.
In der Saison 1943/44 nahmen die Mannschaften des LSV Adler Deblin nicht mehr an den Meisterschaften teil. Im September 1944 wurde die Sportgemeinschaft aufgelöst.

## Erfolge
- Meister der Handball-Gauliga Sachsen: 1942 (als LSV Wurzen)
- Meister der Fußballliga des Distrikts Lublin: 1942 (als LSV Adler Deblin)
- Meister der Fußball-Gauliga Generalgouvernement: 1942 (als LSV Adler Deblin)
- Meister der Handball-Gauliga Generalgouvernement: 1942 (als LSV Adler Deblin)

## Gastspieler der Fußballmannschaft
- Alfred Riemke
- Hans Studener

## Quelle
- Hardy Grüne, Christian Karn: Das große Buch der deutschen Fußballvereine. AGON Sportverlag, Kassel 2009, ISBN 978-3-89784-362-2.